# Хосе Паченчо Ромеро (стадион)
Хосе́ «Паче́нчо» Роме́ро, полное название Олимпийский стадион Хосе Энкарнасьона «Паченчо» Ромеро (исп. Estadio Olímpico José Encarnación «Pachencho» Romero) — футбольный стадион в Венесуэле, расположенный в городе Маракайбо, административном центре штата Сулия. Вместимость стадиона составляет 40 800 зрителей. На «Хосе Антонио Ансоатеги» выступают футбольные клубы «Унион Атлетико Маракайбо», «Сулия» и «Депортиво ХБЛ дель Сулия».

## История
Стадион был построен для проведения Национальных спортивных игр Венесуэлы на месте бывшего аэропорта Маракайбо «Грано-де-Оро». Он был официально открыт 17 августа 1968 года президентом Венесуэлы Раулем Леони. Футбольная арена находилась на территории спорткомплекса, который назывался «Спортивные стадионы». Постепенно каждой арене было дано имя известного спортивного деятеля. 12 декабря 1974 года футбольной арене было дано имя Хосе Энкарнасьона Ромеро (по прозвищу «Паченчо») (1926—1984), уроженца штата Сулия, который в 1947 году принёс Венесуэле первую золотую медаль в лёгкой атлетике на Боливарианских играх. В ходе реконструкции, приуроченной к Кубку Америки 2007 года, вместимость стадиона увеличилась с 35 до 40,8 тыс. зрителей.
В рамках Кубка Америки 2007 в Маракайбо состоялись пять матчей, включая финальную игру, в которой Бразилия разгромила Аргентину со счётом 3:0:
- 28 июня 2007. Группа C.  Парагвай —  Колумбия — 5:0
- 28 июня 2007. Группа C.  Аргентина —  США — 4:1
- 2 июля 2007. Группа C.  Аргентина —  Колумбия — 4:2
- 10 июля 2007. 1/2 финала.  Уругвай —  Бразилия — 2:2 (пен. 4:5)
- 15 июля 2007. Финал.  Бразилия —  Аргентина — 3:0

## Спортивные соревнования
- Боливарианские игры 1970
- Игры Центральной Америки и Карибского бассейна 1998
- Чемпионат Южной Америки по футболу (юноши до 17 лет) 2005
- Кубок Америки 2007